# L'Arlésienne (Van Gogh, 1890)
Pour les articles homonymes, voir L'Arlésienne.
L'Arlésienne est une peinture à l'huile sur toile de 60 × 50 cm réalisée en 1890 par le peintre Vincent van Gogh. Elle est conservée à la Galerie nationale d'Art moderne et contemporain de Rome.

## Description
Il s'agit de l'une des versions du portrait, que Van Gogh a peint à plusieurs reprises. Il représente Madame Ginoux, propriétaire d'un bar à Arles, où l'artiste a souvent passé ses soirées.
Le tableau a été réalisé durant le séjour du peintre à l'hôpital de Saint-Rémy, sur la base des études réalisées par son ami Paul Gauguin pendant les séances de pose au café de Madame Ginoux. Contrairement à la version de 1888, le peintre peint de mémoire les couleurs et modifie librement les dessins à partir desquels il s'inspire. Cette version est remarquable par l'expression triste de la femme, qui semble plus vieille que sur le portrait peint deux ans plus tôt.

## Anecdote
En mai 1998, le tableau a été volé de la Galerie Nationale d'Art Moderne de Rome, en même temps que Le Jardinier, du même Van Gogh, et Le Cabanon de Jourdan de Paul Cézanne. Ces peintures ont été récupérées au mois de juillet suivant.